# الکساندر فریزر، لرد سالتون هفدهم
الکساندر فریزر، لرد سالتون هفدهم (انگلیسی: Alexander Fraser, 17th Lord Saltoun؛ ۲۲ آوریل ۱۷۸۵ – ۱۸ اوت ۱۸۵۳) فرد نظامی اهل پادشاهی متحد بریتانیای کبیر و ایرلند بود.